# 宮津エネルギー研究所
宮津エネルギー研究所（みやづエネルギーけんきゅうじょ）は、京都府宮津市小田宿野1001にあった関西電力の石油火力発電所。

## 歴史
もともと京都府宮津市には出力1.3万kWの宮津発電所があったが、宮津発電所は1966年（昭和41年）に閉鎖された。1973年（昭和48年）には出力6万kWの宮津ガスタービン発電所が建設され、同年9月21日に1号機、9月27日に2号機がぞれぞれ運転を開始した。

### 運転開始
1977年（昭和52年）には蜷川虎三京都府知事がエネルギー研究所の建設を構想し、1985年（昭和60年）10月30日に宮津エネルギー研究所が着工した。当初の計画では大煙突の高さを200メートルとする予定だったが、傘松公園からの天橋立股のぞきの際に邪魔にならないように、計画を縮小して198メートルとした経緯がある。
1989年（平成元年）8月に1号機が運転を開始し、同年12月には2号機も運転を開始した。1号機と2号機の2つが建設されている。なお、1号機と同じ1989年（平成元年）8月には宮津エネルギー研究所の敷地内に、水族館とPR施設の役割を併せ持つ宮津エネルギー研究所PR館（後の丹後魚っ知館）が開館している。

### 運転停止と廃止
中長期的な需給状況や経済性を踏まえて、2002年（平成14年）には1号機の稼働を停止し、2004年（平成16年）には2号機の稼働も停止した。
稼働しない状態が20年近くも続いていたが、2023年（令和5年）5月31日をもって1号機と2号機を廃止した。なお、同年5月30日には丹後魚っ知館も閉館した。跡地には関西電力によって、2028年度（令和10年度）を目途に企業誘致エリアが整備される予定である。

## 特徴
敷地内にある研究設備にて省エネルギー研究や温排水利用研究が行われていた。2011年（平成23年）時点では温水を利用した水産関係の研究を行っていた。2012年（平成24年）には新エネルギーなどに関する研究活動を打ち切った。
敷地内には水族館とPR施設の役割を併せ持つ丹後魚っ知館があった。隣接地には京都府農林水産技術センター 海洋センター（1976年移転）、京都府栽培漁業センター（1984年度開所）などがあった。
石油火力発電所であるため、原油価格高騰の影響を受けやすい。不況による電力需要の伸び悩み、設備の老朽化などにより、1・2号機は長期計画停止されており、稼動率は0%である。

## 発電設備
- 総出力：75万kW[9]

1号機（2002年より長期計画停止、2025年5月31日に廃止）
定格出力：37.5万kW
使用燃料：重油、原油
営業運転開始：1989年（平成元年）8月4日
2号機（2004年4月1日より長期計画停止、2025年5月31日に廃止）
定格出力：37.5万kW
使用燃料：重油、原油
営業運転開始：1989年（平成元年）12月15日